# Georges Scheyermann
Georges Scheyermann, né à Monthermé en février 1767 et mort à Nantes, le 29 juin 1827, est un compositeur et organiste français.

## Biographie
Georges Scheyermann  nait à la verrerie de Monthermé, dépendante de l'abbaye de Laval Dieu, où son père, Suisse d'origine, est ouvrier. 
L'abbaye, sous la direction de Remacle Lissoir, lui fournit, dès l'âge de 8 ans, les moyens de recevoir une bonne éducation, particulièrement dans la musique où il reçoit, en compagnie d'Étienne-Nicolas Méhul, les leçons d'orgue, de clavecin et de composition, de Guillaume Hanser.
À 15 ans, Scheyermann est déjà assez habile pour aller remplir les fonctions d'organiste à l'abbaye de Foucarmont, dans la Haute Normandie. Après trois années de séjour dans ce lieu, il se rend à Paris, où il trouve son ancien ami Méhul qui lui fait continuer ses études d'harmonie, et lui fait obtenir des leçons de Nicolas Séjan pour l'orgue.
Au mois de septembre 1789, il accepte la position d'organiste et de directeur des concerts de la ville, à la Rochelle, où il passe dix années. 
De retour à Paris, en 1801, avec l'intention de s'y livrer à la culture de l'art, il ne s'y arrête cependant que huit mois, parce que des propositions avantageuses lui sont faites pour aller s'établir à Nantes, où s'écoule le reste de sa vie. 
Il y donne des leçons de musique, et particulièrement à François Benoist.

## Œuvres
- Trois sonates pour piano et violon, op. 1 ; Paris, Porro.
- Deux sonates pour piano et violon ou flûte, op. 2 ; Paris, Sieber.
- Pastorale pour piano et harpe ; Ibid.
- Deux recueils de romances avec accompagnement de piano ; Paris, Leduc.
- Le Couronnement de Numa Pompilius, opéra en deux actes, composé pour le théâtre de Nantes (en manuscrit).
- Plusieurs cantates avec orchestre (en manuscrit).
- Trois concertos pour le piano (en manuscrit).
- Symphonie concertante pour deux pianos et orchestre (en manuscrit).
- Trio concertant pour piano, flûte et basson obligés (en manuscrit).
- La Bataille d’Austerlitz, symphonie militaire (en manuscrit).
- Une ouverture à grand orchestre (en manuscrit).
- Beaucoup de morceaux détachés pour le piano.
- Plusieurs morceaux pour des loges de francs-maçons (en manuscrit).